# 하 (대리)
하(瑕, ? ~ ?)는 전한 중기의 관료이다. '하'는 이름자로, 성씨는 알 수 없다.

## 행적
경제 중6년(기원전 144년), 정위의 명칭이 대리(大理)로 바뀌었다. 당시 정위였던 하는 대리로 유임되었다.

## 출전
- 반고, 《한서》권19하 백관공경표 下

| 전임 (정위) 복 | 전한의 대리 (정위) ? ~ 기원전 139년? | 후임 (대리) 신 |